# Jacques-Théodore de Bryas

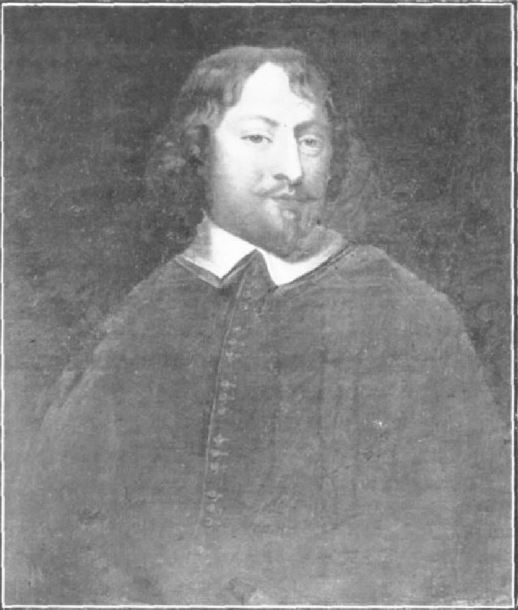
Jacques-Théodore de Bryas

Auch als Bischofswappen geführtes Familienwappen de Bryas

Jacques-Théodore de Bryas (auch Brias oder Comte de Bryas; * 19. November 1631 in Mariembourg; † * 16. November oder 17. November 1694 in Cambrai) war ein römisch-katholischer Bischof.

## Familiärer Hintergrund
Bryas stammte aus einem Adelsgeschlecht aus Brias in der Provinz Artois. Die Linie aus der Bryas hervorging war militärisch geprägt. Sein Vater war Charles, Comte de Bryas, Sieur de Hernicourt, Baron de Morialmé und Marquis de Molinghem und Kommandant der Festung Mariembourg († 1655). Sein Großvater war der Kriegsrat und Kommandeur beim spanischen König Jacques III de Bryas. Sein Urgroßvater war Jacques de Bryas (* 1512) ein verdienter Militär. Er war Gouverneur von Renty, von Mariembourg, von Bapeaumes und von Namur sowie Mitglied des Kriegsrates des Königs von Spanien.

## Leben
Bryas wurde früh an die Universität Douai geschickt. Dort erhielt er ein Lizentiat in Rechtswissenschaften. Er wurde Kanoniker in Tournai und empfing am 2. März 1664 die Priesterweihe. Am 12. Dezember 1666 wurde er Mitglied des Großen Rates von Mecheln. Dort hatte er die Position des Meisters der Anfragen inne.
Am 8. Februar 1672 wurde Bryas zum Bischof von Saint-Omer ernannt. Seine Bischofsweihe erfolgte am 29. Mai 1672. Nachdem er bereits in Saint-Omer auf den Bischof Ladislas Jonnart gefolgt war, wurde er auch am 17. Juni 1675 zu seinem Nachfolger als Fürsterzbischof von Cambrai und Regent des Erzstifts Cambrai im Range eines Herzogs ernannt. Seinen Bischofsstuhl konnte er allerdings erst am 28. Oktober 1676 einnehmen.
In seiner Amtszeit als Fürsterzbischof nahm der französische Sonnenkönig Ludwig XIV. Cambrai ein. Der Bischof allerdings stand in der Gunst des Königs, der unter anderem sein vorbildliches Verhalten und seine Wohltätigkeit schätzte.
Er wurde in der Alten Kathedrale von Cambrai in einer prachtvollen Grabstelle beigesetzt.